# Crassula manaia
Crassula manaia är en fetbladsväxtart som beskrevs av A.P. Druce och W.R. Sykes. Crassula manaia ingår i släktet krassulor, och familjen fetbladsväxter. Inga underarter finns listade i Catalogue of Life.